# Hoàng Cúc
Hoàng Cúc (28 tháng 9 năm 1938 - 2 tháng 6 năm 2007) là một chính khách Trung Quốc. Ông là thành viên trong Ban Thường vụ Bộ Chính trị (2002 - 2007), cơ quan đưa ra những quyết định quan trọng của Trung Quốc và ông đã giữ chức vụ Phó Thủ tướng Thường trực từ năm 2003 cho đến khi qua đời. Ông qua đời khi chưa kịp hoàn thành nhiệm kì của mình.
Với xuất thân là một kĩ sư điện tử, ông trở thành bạn thân của Tổng Bí thư Giang Trạch Dân. Ông từng có nhiều năm công tác tại Thượng Hải (1991 - 2004) trên cả hai cương vị là Thị trưởng và Bí thư Thành ủy. Ông và gia đình tại Thượng Hải bị cáo buộc tham những tại thành phố này. Ông được coi là một thành viên của Bang Thượng Hải.

## Tiểu sử ban đầu
Ông sinh ra ở Gia Thiện, tỉnh Chiết Giang. Ông là người thứ 2 trong gia đình có năm người con. Hoàng Cúc đã trải qua 18 năm tuổi trẻ ở Chiết Giang. Ông đã học tại trường Trung học Gia Thiện số 2 và Trung học Gia Hưng số 1. Sau đó, ông theo học Đại học Thanh Hoa (1956 - 2003) và tốt nghiệp với bằng kỹ thuật điện.